# 国会の審議権の確保のための秩序保持に関する法律案
国会の審議権の確保のための秩序保持に関する法律案（こっかいのしんぎけんのかくほのためのちつじょほじにかんするほうりつあん）とは国会周辺においてデモ活動を規制する法案。「国会周辺デモ規制法案」とも呼ばれた。

## 概要
国会周辺道路上におけるデモ活動のために国会議員の登院や国会の審議権の公正な行使が阻害されるおそれがあると認められる場合には、衆議院議長と参議院議長が連名で東京都公安委員会に対して当該デモ活動の許可の取り消しや条件の変更、警視総監に対して当該デモ活動を制止するための必要なる措置を講じるようにそれぞれ要請でき、要請がなされたときには公安委員会は必要な措置を講ずるようにすることとし、また警察官が当該デモ活動の主催者や統括者や責任者や参加者に対して必要な限度において警告を発したりデモ活動行為を制止したりすることが可能としている。
罰則については、他人を指揮して他人に率先して国会に侵入した者に対しては、住居侵入罪より刑を重く規定している。
1959年11月のデモ隊の国会乱入事件が契機となって法案が提出され、12月24日に衆議院で可決され、参議院では継続審議となった後で1960年3月21日に参議院で可決されたが、その後に衆議院で採決されずに廃案となった。

## 関連書籍
- 佐々木盛雄『国会デモ規制論』国民道徳協会、1968年。